# Люксембург (містечко, Вісконсин)
Люксембург (англ. Luxemburg) — місто (англ. town) в США, в окрузі Кевоні штату Вісконсин. Населення — 1458 осіб (2020).

## Демографія
Згідно з переписом 2010 року, у місті мешкало 1469 осіб у 517 домогосподарствах у складі 426 родин. Було 538 помешкань
Расовий склад населення:
| - 98,2 % — білих - 0,7 % — азіатів - 0,1 % — корінних американців - 0,1 % — чорних або афроамериканців |

До двох чи більше рас належало 0,3 %. Частка іспаномовних становила 2,0 % від усіх жителів.
За віковим діапазоном населення розподілялося таким чином: 27,2 % — особи молодші 18 років, 61,2 % — особи у віці 18—64 років, 11,6 % — особи у віці 65 років та старші. Медіана віку мешканця становила 41,0 року. На 100 осіб жіночої статі у місті припадало 105,7 чоловіків;  на 100 жінок у віці від 18 років та старших — 107,2 чоловіків також старших 18 років.
Середній дохід на одне домашнє господарство  становив 85 300 доларів США (медіана — 71 364), а середній дохід на одну сім'ю — 91 737 доларів (медіана — 75 000). Медіана доходів становила 53 500 доларів для чоловіків та 37 375 доларів для жінок. За межею бідності перебувало 4,7 % осіб, у тому числі 2,2 % дітей у віці до 18 років та 2,6 % осіб у віці 65 років та старших.
Цивільне працевлаштоване населення становило 769 осіб. Основні галузі зайнятості: виробництво — 20,4 %, освіта, охорона здоров'я та соціальна допомога — 18,1 %, сільське господарство, лісництво, риболовля — 11,3 %, транспорт — 8,6 %.